# Patriarche de Moscou et de toute la Rus'

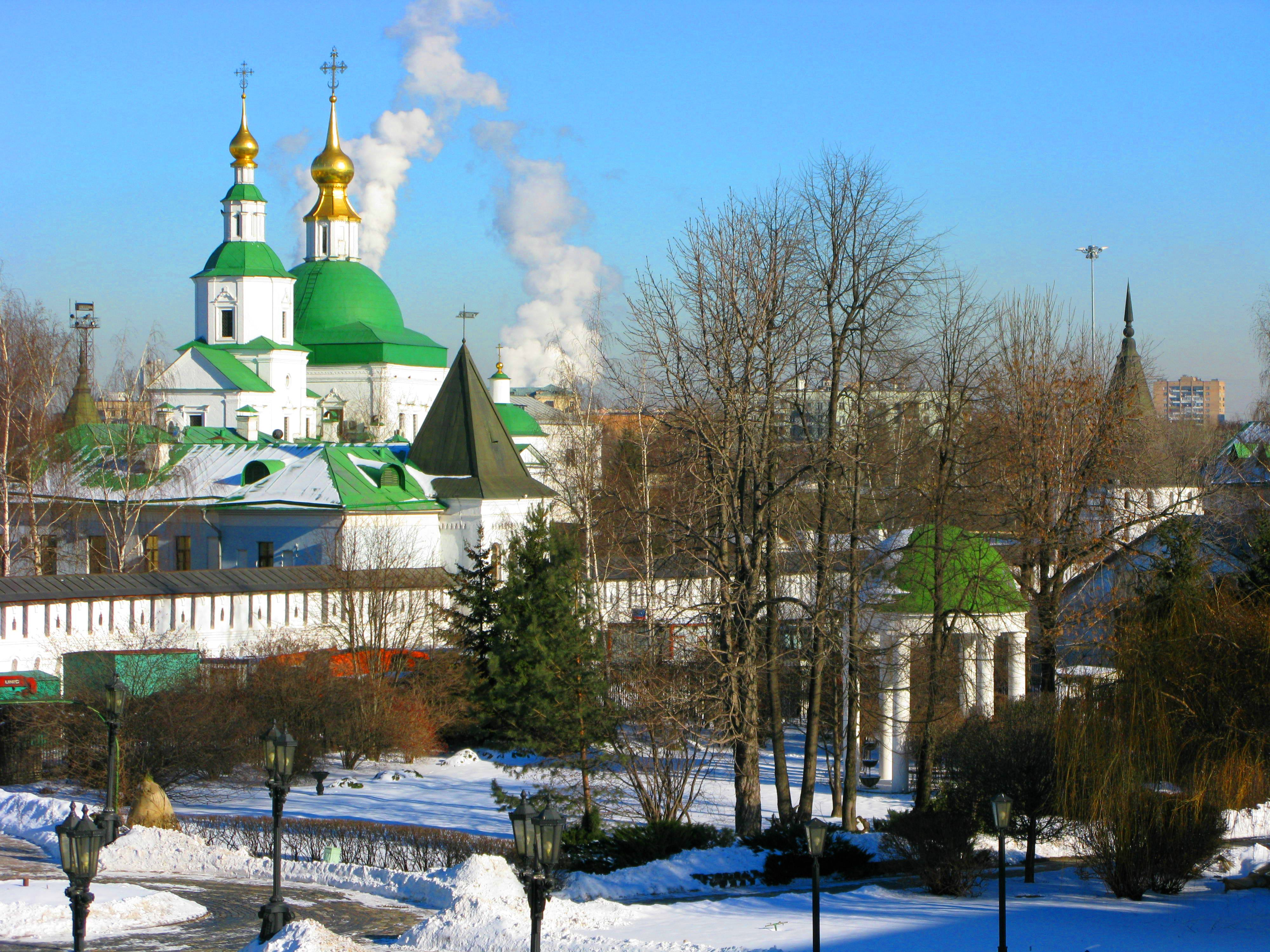
Le monastère Danilov.

Le patriarche de Moscou et de toute la Rus' (en russe : Патриарх Московский и всея Руси, Patriarkh Moskovskij i vseja Rusi) est l'évêque de Moscou, primat de l'Église orthodoxe russe. Le pluriel date de l'époque des principautés slaves de l'Est, lorsqu'il existait plusieurs « Russies ». 
Ce titre officiel est précédé par le prédicat « Sa Sainteté ». 
En tant qu'évêque du diocèse de Moscou, le patriarche n'exerce une autorité canonique que sur Moscou, mais il dispose de divers pouvoirs administratifs à l'échelle de l'Église. Établi à Moscou en 1589, aboli par Pierre le Grand en 1721, le patriarcat a été restauré le 28 octobre (11 novembre) 1917. 
L'actuel patriarche est Cyrille, élu le 27 janvier 2009 pour succéder au patriarche Alexis II, et intronisé le 1er février 2009. Le patriarche réside au monastère Danilov de Moscou.

## Histoire

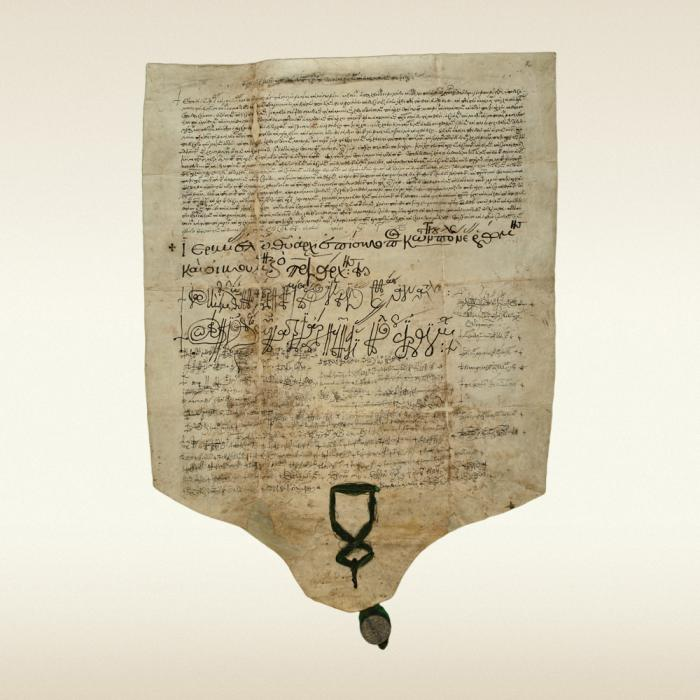
Texte fondateur du patriarcat de Moscou, mai 1590

Le mariage de Ivan III de Russie et de Sophie Paléologue, nièce du dernier empereur byzantin, Constantin XI Paléologue, eut lieu en 1472.
Le patriarche de Constantinople de l’époque, Thomas Ier, a refusé de reconnaître ce mariage, car il considérait que Sophie était une princesse impériale et qu’elle ne pouvait donc pas épouser un prince étranger. Cette décision a conduit Ivan III à se tourner vers le métropolite de Moscou, Philippe Ier, pour obtenir l’autorisation de se marier. Philippe Ier a accepté et a même célébré le mariage, ce qui a provoqué la colère de Thomas Ier et a conduit à une rupture entre les deux Églises.
Cette première rupture a finalement conduit à la création du patriarcat de Moscou en 1589, sous Fédor Ier.